# Stanisław Dybowski (malarz)
Stanisław Dybowski (ur. 16 kwietnia 1895 w Warszawie, zm. 8 maja 1956 tamże) – polski artysta malarz.

## Życiorys

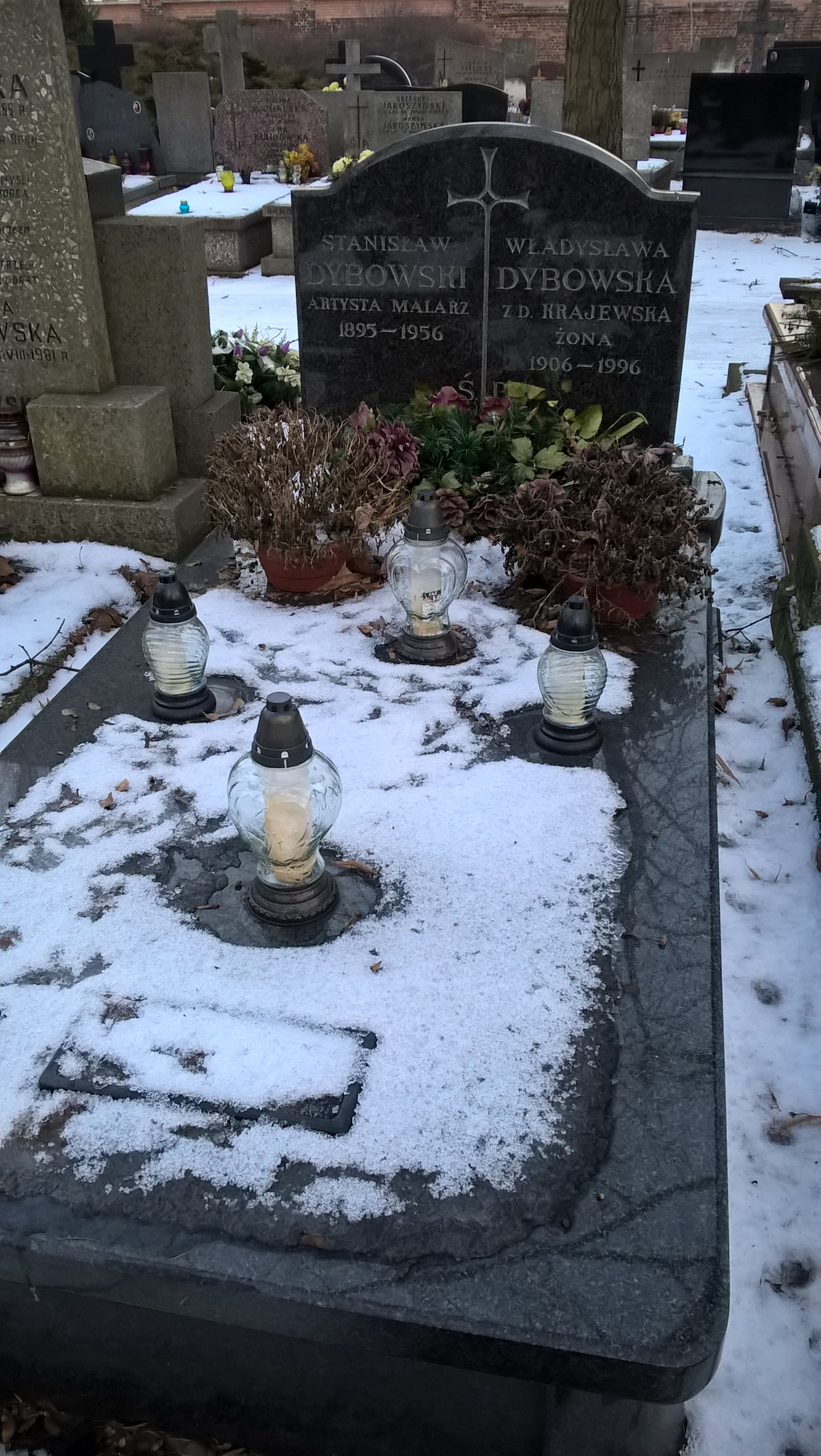
Grób Stanisława Dybowskiego na cmentarzu Bródnowskim w Warszawie

Urodził się 16 kwietnia 1895 w Warszawie, w rodzinie Antoniego i Apolonii z Kacperowiczów. Naukę malarstwa rozpoczął w działającej w Warszawie Szkole Rysunkowej, w 1917 wyjechał na dwa lata do Rosji, gdzie doskonalił naukę rysunku. W 1923 dostał się do warszawskiej Szkoły Sztuk Pięknych, jego nauczycielami byli m.in. Karol Tichy i Władysław Skoczylas. Trzy lata później wyjechał do Paryża, gdzie tworzył i wystawiał swoje obrazy. Po dwóch latach powrócił do kraju, ale już w 1932 Towarzystwo Zachęty Sztuk Pięknych przyznało mu stypendium na kontynuację edukacji artystycznej we Włoszech. Po zakończeniu nauki osiadł w Warszawie, gdzie tworzył. Jego dzieła wystawiano w warszawskiej Zachęcie, w IPS w Łodzi i w krakowskim Towarzystwie Przyjaciół Sztuk Pięknych oraz w galerii Au Sacre du Printemps. Był pejzażystą, rzadziej malował portrety i martwą naturę.
Podczas okupacji hitlerowskiej zarabiał handlując obrazami i ramami. Podczas powstania warszawskiego wiele jego prac uległo zniszczeniu. 
Od 1931 był mężem Władysławy Krajewskiej.
Pochowany na cmentarzu Bródnowskim w Warszawie (kwatera 112H-2-9).